# 美洲龙葵
美洲龙葵（学名：Solanum alatum），为茄科茄属下的一个种，原生于北美洲。

## 分類
本種曾被視為红果龙葵（Solanum villosum）的異名。

## 分佈
本種分佈於北美洲，包括美國及加拿大的中部至東部的大部份地區。
本種也被引入到加拿大西部、英國、愛爾蘭及瑞典。

## 扩展阅读
維基物種上的相關：美洲龙葵